# Gui d'Amalfi
Gui dAmalfi (en italien : Guido d'Altavilla, duca d'Amalfi ; né vers 1060 et mort le 8 juillet 1108), est un duc normand d'Amalfi, en Italie méridionale, membre de la maison de Hauteville.

## Biographie

L'Italie en 1084.

Gui est le deuxième fils de Robert Guiscard, duc d'Apulie, de Calabre et de Sicile, et de la princesse lombarde Sykelgaite de Salerne.
Encore enfant ou tout juste adolescent, il est nommé par son père duc d'Amalfi, prise par les Normands en 1073. Mais les habitants de la ville n'acceptèrent jamais le joug normand et Gui semble avoir passé peu de temps dans la cité marchande. À deux reprises, les Amalfitains se révoltent et élisent leur propre duc : Gisolf II de Salerne en 1088, puis Marinus Sebastus (Marin) en 1096, qui reçoit le soutien de l'Empire byzantin.
Sa vie en Italie est peu connue et il semble que, comme son frère cadet Robert Scalio, il reste dans l'ombre de son frère aîné Roger Borsa, successeur désigné de leur père, et de son demi-frère Bohémond.
En 1084–1085, il participe avec ses frères Roger, Robert et Bohémond à l'expédition menée par Robert Guiscard dans les Balkans contre l'Empire byzantin. Ce dernier l'envoie notamment avec Roger occuper la cité de Vlora. Selon Anne Comnène, l'empereur byzantin Alexis Ier Comnène tenta de le détacher des intérêts de son père en lui proposant un mariage avantageux, des richesses immenses, et les charges les plus considérables de l'Empire ; Gui ne rejeta pas tout à fait ces offres bien que la négociation soit demeurée sans effet, et qu'elle ait été tenue fort secrète. Certains historiens pensent que la proposition de l'empereur eut lieu, non pas lors de cette expédition, mais lors de celle menée en 1107–1108 par Bohémond contre Dyrrhachium. Toujours selon Anne Comnène, il faillit être capturé par les Vénitiens qui venaient de battre en 1085 une armée normande près de Buthrotum en actuelle en Albanie.
Lors de la première croisade, Gui se trouve déjà à Constantinople, au service de l'empereur byzantin Alexis Ier Comnène, probablement depuis les années 1080.
Lors de l'expédition menée dans les Balkans en 1107–1108 par son demi-frère Bohémond contre l'Empire byzantin, Gui l'aurait trahi lors du siège de Dyrrhachium. Selon l'auteur anonyme d'une histoire des Français, Gui tomba malade et fit appeler son demi-frère, et le pria de lui pardonner les fautes qu'il avait commis envers lui. Interrogé par Bohémond sur ces fautes, il lui avoua que l'empereur lui avait promis sa fille avec Dyrrhachium et d'autres dons, et que c'était lui qui, par ses conseils, animant les citoyens de la ville assiégé à se défendre, avait retardé la prise ou la reddition de cette ville. En apprenant un crime si abominable, « Bohémond se mit à le détester et s'éloigna de lui après avoir accumulé sur sa tête malédictions sur malédictions. Gui mourut peu après ».
Selon la nécrologie de la cathédrale de Salerne, Gui meurt le 8 juillet 1108.

## Sources
- Raoul de Caen, Faits et gestes du prince Tancrède pendant l'expédition de Jérusalem.
- Robert le Moine, Histoire de la première croisade.
- Anonyme, Fragment de l'histoire des Français, de l'avènement de Hugues Capet à la mort de Philippe 1er.
- Anne Comnène, Alexiade.
- Ordéric Vital, Histoire de Normandie.
- Albert d'Aix, Histoire des faits et gestes dans les régions d'outre-mer.
- Guillaume de Tyr, Histoire d'Outremer.